# نبرة حادة
النبرة الحادة ( ´ ) هي علامة تشكيل تستخدم في العديد من اللغات المكتوبة الحديثة بالألفبائية المستندة على الكتابة اللاتينية، والكيريلية، واليونانية.